# Forward (basketball)
 For alternative betydninger, se Forward. (Se også artikler, som begynder med Forward)
Forward er fællesbetegnelsen for small forward og power forward positionerne i basketball. Er man i stand til at spille begge positioner omtales man hyppigt som en combo forward. Udtrykket stretch four bruges også hyppigt om en combo forward, men dette udtryk var oprindeligt et udtryk for en power forward som var i stand til at rykke væk fra kurven og afslutte udefra.
| Basketball | Spire Denne artikel om basketball er en spire som bør udbygges. Du er velkommen til at hjælpe Wikipedia ved at udvide den. |